# Championnats d'Europe d'athlétisme en salle 2015
Navigation
La 33e édition des championnats d'Europe d'athlétisme en salle se déroule du 5 au 8 mars 2015 à l'O2 Arena de Prague, en République tchèque. La compétition, organisée sous l'égide de l'Association européenne d'athlétisme et de la Fédération tchèque d'athlétisme, comporte vingt-six épreuves, 13 masculines et 13 féminines.

## Calendrier
| S | Séries | Q | Qualifications | ½ | Demi-finale | F | Finale | M | Matin | A | Après-Midi |

| Date →           | 5 | 5 | 6 | 6 | 6 | 7 | 7 | 8 | 8 | 8 |
| Épreuve ↓        | M | A | M | A | A | M | A | M | A | A |
| ---------------- | - | - | - | - | - | - | - | - | - | - |
| 60 m             |   |   |   |   |   | S |   |   | ½ | F |
| 400 m            |   |   | S | ½ | ½ |   | F |   |   |   |
| 800 m            |   |   | S |   |   |   | ½ |   | F | F |
| 1 500 m          |   |   |   |   |   | S |   |   | F | F |
| 3 000 m          |   |   |   | S | S |   | F |   |   |   |
| 60 m haies       |   |   | S | ½ | F |   |   |   |   |   |
| 4 × 400 m        |   |   |   |   |   |   |   |   | F | F |
| Saut en longueur |   | Q |   | F | F |   |   |   |   |   |
| Triple saut      |   |   | Q |   |   |   | F |   |   |   |
| Saut en hauteur  |   |   |   |   |   | Q |   |   | F | F |
| Saut à la perche |   |   | Q |   |   |   | F |   |   |   |
| Lancer du poids  |   | Q |   | F | F |   |   |   |   |   |
| Heptathlon       |   |   |   |   |   | F | F | F | F | F |

| Date →           | 5 | 5 | 6 | 6 | 6 | 7 | 7 | 8 | 8 | 8 |
| Épreuve ↓        | M | A | M | A | A | M | A | M | A | A |
| ---------------- | - | - | - | - | - | - | - | - | - | - |
| 60 m             |   |   |   |   |   | S |   |   | ½ | F |
| 400 m            |   |   | S | ½ | ½ |   | F |   |   |   |
| 800 m            |   |   | S |   |   |   | ½ |   | F | F |
| 1 500 m          |   |   |   |   |   | S |   |   | F | F |
| 3 000 m          |   |   | S |   |   |   | F |   |   |   |
| 60 m haies       |   |   | S | ½ | F |   |   |   |   |   |
| 4 × 400 m        |   |   |   |   |   |   |   |   | F | F |
| Saut en longueur |   |   | Q |   |   |   | F |   |   |   |
| Triple saut      |   |   |   |   |   | Q |   |   | F | F |
| Saut en hauteur  |   |   |   | Q | Q |   | F |   |   |   |
| Saut à la perche |   |   |   | Q | Q |   |   |   | F | F |
| Lancer du poids  |   | Q |   |   |   |   | F |   |   |   |
| Pentathlon       |   |   | F | F | F |   |   |   |   |   |

## Participation
643 athlètes (363 hommes et 280 femmes) issus de 49 nations membres de l'Association européenne d'athlétisme (EAA) prennent part à la compétition. Le nombre d'engagés par pays est indiqué entre parenthèses, (sans les équipes de relais 4 × 400 m).
| - Albanie (2) - Allemagne (43) - Andorre (3) - Arménie (2) - Autriche (10) - Azerbaïdjan (2) - Belgique (9) - Biélorussie (15) - Bosnie-Herzégovine (3) - Bulgarie (15) - Chypre (6) - Croatie (3) - Danemark (12) - Espagne (33) - Estonie (9) - Finlande (8) - France (25) | - Géorgie (4) - Gibraltar (1) - Grèce (11) - Hongrie (12) - Irlande (9) - Islande (6) - Israël (4) - Italie (26) - Lettonie (11) - Lituanie (6) - Luxembourg (4) - Macédoine du Nord (2) - Malte (2) - Moldavie (2) - Monaco (1) - Monténégro (2) - Norvège (13) | - Pays-Bas (19) - Pologne (41) - Portugal (8) - Tchéquie (45) - Roumanie (17) - Royaume-Uni (32) - Russie (34) - Saint-Marin (1) - Serbie (6) - Slovaquie (27) - Slovénie (13) - Suède (24) - Suisse (8) - Turquie (10) - Ukraine (21) |

## Résultats

### Hommes
| Épreuves | Or                                                                                 | Argent                                                                               | Bronze                                                                       |
| --- | ---------------------------------------------------------------------------------- | ------------------------------------------------------------------------------------ | ---------------------------------------------------------------------------- |
| 60 m | Richard Kilty 6 s 51 (SB)                                                          | Christian Blum 6 s 58                                                                | Julian Reus 6 s 60 (SB)                                                      |
| 400 m | Pavel Maslák 45 s 33 (CR)                                                          | Dylan Borlée 46 s 25 (PB)                                                            | Rafał Omelko 46 s 26 (PB)                                                    |
| 800 m | Marcin Lewandowski 1 min 46 s 67                                                   | Mark English 1 min 47 s 20                                                           | Thijmen Kupers 1 min 47 s 25 (PB)                                            |
| 1 500 m | Jakub Holuša 3 min 37 s 68 (NR)                                                    | İlham Tanui Özbilen 3 min 37 s 74 (SB)                                               | Chris O'Hare 3 min 38 s 96 (SB)                                              |
| 3 000 m | Ali Kaya 7 min 38 s 42 (CR)                                                        | Lee Emanuel 7 min 44 s 48 (PB)                                                       | Henrik Ingebrigtsen 7 min 45 s 54 (NR)                                       |
| 60 m haies | Pascal Martinot-Lagarde 7 s 49 (SB)                                                | Dimitri Bascou 7 s 50                                                                | Wilhem Belocian 7 s 52 (PB)                                                  |
| Relais 4 × 400 m | Belgique Julien Watrin Dylan Borlée Jonathan Borlée Kévin Borlée 3 min 2 s 87 (AR) | Pologne Karol Zalewski Rafał Omelko Łukasz Krawczuk Jakub Krzewina 3 min 2 s 97 (NR) | Tchéquie Daniel Němeček Patrik Šorm Jan Tesař Pavel Maslák 3 min 4 s 09 (NR) |
| Saut en hauteur | Daniil Tsyplakov 2,31 m (SB)                                                       | Silvano Chesani 2,31 m (SB) Adónios Mástoras 2,31 m (PB)                             | médaille non attribuée                                                       |
| Saut à la perche | Renaud Lavillenie 6,04 m (WL, CR)                                                  | Aleksandr Gripich 5,85 m (PB)                                                        | Piotr Lisek 5,85 m                                                           |
| Saut en longueur | Michel Tornéus 8,30 m (NR)                                                         | Radek Juška 8,10 m (PB)                                                              | Andreas Otterling 8,06 m (PB)                                                |
| Triple saut | Nelson Évora 17,21 m (SB)                                                          | Pablo Torrijos 17,04 m (NR)                                                          | Marian Oprea 16,91 m (SB)                                                    |
| Lancer du poids | David Storl 21,23 m                                                                | Asmir Kolašinac 20,90 m                                                              | Ladislav Prášil 20,66 m (SB)                                                 |
| Heptathlon | Ilya Shkurenyov 6 353 pts (WL)                                                     | Arthur Abele 6 279 pts (PB)                                                          | Eelco Sintnicolaas 6 185 pts (SB)                                            |
| Records et Performances - AR : Record continental (area record) - CR : Record des championnats (championship record) - MR : Record du meeting (meet record) - NR : Record national (national record) - OR : Record olympique (olympic record) - PR : Record paralympique (paralympic record) - PB : Record personnel (personal best) - SB : Meilleure performance personnelle de la saison (season's best) - WL : Meilleure performance mondiale de l'année (world leader) - WJR : Record du monde junior (world junior record) - WR : Record du monde (world record) Circonstances et Conditions - DNF : N'a pas terminé (did not finish) - DNS : N'a pas pris le départ (did not start) - DQ : Disqualification (disqualification) - NM : Aucun essai valable enregistré (No Mark) - Q : Qualifié « directement » au prochain tour (ou à la prochaine compétition), lors d'une compétition majeure, grâce au classement ou à la réalisation des minima (automatic qualifier) - q : Qualifié au prochain tour (ou à la prochaine compétition), lors d'une compétition majeure, grâce au repêchage ou à la réalisation de l'une des meilleures performances parmi celles des « non qualifiés directement » (grâce au meilleur temps ou à la meilleure distance par exemple) (secondary qualifier) |                                                                                    |                                                                                      |                                                                              |

### Femmes
| Épreuves | Or                                                                                | Argent                                                                                 | Bronze                                                                                  |
| --- | --------------------------------------------------------------------------------- | -------------------------------------------------------------------------------------- | --------------------------------------------------------------------------------------- |
| 60 m | Dafne Schippers 7 s 05 (=WL,PB)                                                   | Dina Asher-Smith 7 s 08 (=NR)                                                          | Verena Sailer 7 s 09                                                                    |
| 400 m | Nataliya Pyhyda 51 s 96 (SB)                                                      | Indira Terrero 52 s 63 (SB)                                                            | Seren Bundy-Davies 52 s 64                                                              |
| 800 m | Selina Büchel 2 min 1 s 95                                                        | Yekaterina Poistogova 2 min 1 s 99                                                     | Nataliya Lupu 2 min 2 s 25                                                              |
| 1 500 m | Sifan Hassan 4 min 9 s 04                                                         | Angelika Cichocka 4 min 10 s 53                                                        | Federica Del Buono 4 min 11 s 61                                                        |
| 3 000 m | Yelena Korobkina 8 min 47 s 62                                                    | Sviatlana Kudzelich 8 min 48 s 02 (PB)                                                 | Maureen Koster 8 min 51 s 64                                                            |
| 60 m haies | Alina Talay 7 s 85 (NR)                                                           | Lucy Hatton 7 s 90 (PB)                                                                | Serita Solomon 7 s 93 (PB)                                                              |
| Relais 4 × 400 m | France Floria Gueï Elea-Mariama Diarra Agnès Raharolahy Marie Gayot 3 min 31 s 61 | Royaume-Uni Kelly Massey Seren Bundy-Davies Laura Maddox Kirsten McAslan 3 min 31 s 79 | Pologne Joanna Linkiewicz Małgorzata Hołub Monika Szczęsna Justyna Święty 3 min 31 s 90 |
| Saut en hauteur | Mariya Kuchina 1,97 m                                                             | Alessia Trost 1,97 m (SB)                                                              | Kamila Lićwinko 1,94 m                                                                  |
| Saut à la perche | Anzhelika Sidorova 4,80 m (PB)                                                    | Ekateríni Stefanídi 4,75 m                                                             | Angelica Bengtsson 4,70 m (NR)                                                          |
| Saut en longueur | Ivana Španović 6,98 m (NR)                                                        | Sosthene Taroum Moguenara 6,83 m (SB)                                                  | Florentina Marincu 6,79 m (EJR)                                                         |
| Triple saut | Ekaterina Koneva 14,69 m (WL,PB)                                                  | Gabriela Petrova 14,52 m                                                               | Hanna Knyazyeva 14,49 m (NR)                                                            |
| Lancer du poids | Anita Márton 19,23 m (NR)                                                         | Yulia Leantsiuk 18,60 m                                                                | Radoslava Mavrodieva 17,83 m                                                            |
| Pentathlon | Katarina Johnson-Thompson 5 000 pts (CR, NR)                                      | Nafissatou Thiam 4 696 pts (PB)                                                        | Eliška Klučinová 4 687 pts (NR)                                                         |
| Records et Performances - AR : Record continental (area record) - CR : Record des championnats (championship record) - MR : Record du meeting (meet record) - NR : Record national (national record) - OR : Record olympique (olympic record) - PR : Record paralympique (paralympic record) - PB : Record personnel (personal best) - SB : Meilleure performance personnelle de la saison (season's best) - WL : Meilleure performance mondiale de l'année (world leader) - WJR : Record du monde junior (world junior record) - WR : Record du monde (world record) Circonstances et Conditions - DNF : N'a pas terminé (did not finish) - DNS : N'a pas pris le départ (did not start) - DQ : Disqualification (disqualification) - NM : Aucun essai valable enregistré (No Mark) - Q : Qualifié « directement » au prochain tour (ou à la prochaine compétition), lors d'une compétition majeure, grâce au classement ou à la réalisation des minima (automatic qualifier) - q : Qualifié au prochain tour (ou à la prochaine compétition), lors d'une compétition majeure, grâce au repêchage ou à la réalisation de l'une des meilleures performances parmi celles des « non qualifiés directement » (grâce au meilleur temps ou à la meilleure distance par exemple) (secondary qualifier) |                                                                                   |                                                                                        |                                                                                         |

### Tableau des médailles
- Pays organisateur (République tchèque)

| Rang  | Nation      | Or | Argent | Bronze | Total |
| ----- | ----------- | -- | ------ | ------ | ----- |
| 1     | Russie      | 6  | 2      | 0      | 8     |
| 2     | France      | 3  | 1      | 1      | 5     |
| 3     | Royaume-Uni | 2  | 4      | 3      | 9     |
| 4     | Tchéquie    | 2  | 1      | 3      | 6     |
| 5     | Pays-Bas    | 2  | 0      | 3      | 5     |
| 6     | Allemagne   | 1  | 3      | 2      | 6     |
| 7     | Pologne     | 1  | 2      | 4      | 7     |
| 8     | Belgique    | 1  | 2      | 0      | 3     |
| 8     | Biélorussie | 1  | 2      | 0      | 3     |
| 10    | Serbie      | 1  | 1      | 0      | 2     |
| 10    | Turquie     | 1  | 1      | 0      | 2     |
| 12    | Suède       | 1  | 0      | 2      | 3     |
| 13    | Ukraine     | 1  | 0      | 1      | 2     |
| 14    | Hongrie     | 1  | 0      | 0      | 1     |
| 14    | Portugal    | 1  | 0      | 0      | 1     |
| 14    | Suisse      | 1  | 0      | 0      | 1     |
| 17    | Italie      | 0  | 2      | 1      | 3     |
| 18    | Grèce       | 0  | 2      | 0      | 2     |
| 18    | Espagne     | 0  | 2      | 0      | 2     |
| 20    | Bulgarie    | 0  | 1      | 1      | 2     |
| 21    | Irlande     | 0  | 1      | 0      | 1     |
| 22    | Roumanie    | 0  | 0      | 2      | 2     |
| 23    | Israël      | 0  | 0      | 1      | 1     |
| 23    | Norvège     | 0  | 0      | 1      | 1     |
| Total | Total       | 26 | 27     | 25     | 78    |

## Records

### Record d'europe

#### Hommes
- 4 × 400 m 
  -  Belgique  3 min 02 s 87

### Records des championnats

#### Hommes
- 400 m 
  -  Pavel Maslák 45 s 33
- 3 000 m 
  -  Ali Kaya 7 min 38 s 42
- Saut a la perche 
  -  Renaud Lavillenie 6,04 m

#### Femmes
- Pentathlon
  -  Katarina Johnson-Thompson 5 000 pts

### Records nationaux

#### Hommes
- Lancer du poids
  -  Stipe Žunić 20,67 m
  -  Bob Bertemes 20,56 m
- Saut en longueur
  -  Michel Tornéus 8,30 m
- Triple saut
  -  Pablo Torrijos 17,04 m
- 60 m haies
  -  João Almeida 7 s 66
  -  Andreas Martinsen 7 s 73
- 60 m 
  -  Pascal Mancini 6 s 60
- 400 m
  -  Aliaksandr Linnik 46 s 78
- 1 500 m
  -  Jakub Holuša 3 min 37 s 68
  -  Henrik Ingebrigtsen 3 min 39 s70
  -  Dmitrijs Jurkevičs 3 min 42 s 84
- 4 × 400 m 
  -   3 min 02 s 97
  -   3 min 04 s 09

#### Femmes
- 60 m haies
  -  Alina Talay 7 s 85
  -  Andrea Ivančević 7 s 97
  -  Nooralotta Neziri 7 s 97
- 60 m 
  -  Tiffany Tshilumba 7 s 38
  -  Mujinga Kambundji 7 s 11
  -  Ezinne Okparaebo 7 s 10
  -  Dina Asher-Smith 7 s 08
- 400 m
  -  Iveta Putalová 52 s 99
  -  Amaliya Sharoyan 54 s 24
- 800 m
  -  Aníta Hinriksdóttir 2 min 56 s
- 3 000 m
  -  Sandra Eriksson 9 min 24 s 70
- Lancer du poids 
  -  Anita Marton 19,23 m
- Pentathlon
  -  Katarina Johnson-Thompson 5 000 pts
  -  Eliška Klucinová 4 867 pts
- Saut a la perche 
  -  Angelica Bengtsson 4,70 m
  -  Kira Grünberg 4,45 m
  -  Gina Reuland 4,30 m
- Saut en longueur 
  -  Ivana Španović 6,98 m
- Triple saut  
  -  Hanna Knyazyeva 14,49 m

### Records Europe juniors

#### Femmes
- 60 m 
  -  Ewa Swoboda 7 s 20
- Saut en longueur 
  -  Florentina Marincu 6,79 m